# حسين الجسمي
حسين جمعة الجسمي (25 أغسطس 1979  -)، هو عازف بيانو وملحن وموسيقي ومغني إماراتي، كانت بدايته الفنية حين أطلق أغنيته المنفردة الأولى "بودعك" وتبعها "والله ما يسوى" و"بصبر على فراقكم". من أكثر أغانيه شعبية هي أغنية "بشرة خير" من كلمات وألحان عمرو مصطفى التي غناها كحملة مؤيدة للانتخابات في مصر.
أقام الجسمي العديد من الحفلات في جميع أنحاء العالم. ومن بين عروضه المشهورة أداءه في حفل عيد الميلاد السنوي بالفاتيكان، ليصبح أول فنان عربي يغني في هذا الحفل. شارك أيضا في العديد من الفعاليات والحفلات الموسيقية في الإمارات العربية المتحدة والمملكة العربية السعودية والكويت وأماكن أخرى في الشرق الأوسط، وغنى في حفل افتتاح إكسبو 2020 في دبي، الإمارات العربية المتحدة.
في عام 2008، حصل الجسمي على جائزة الموريكس دور، ضمن فئة أفضل مطرب عربي.

## بداياته الفنية
وُلِدَ حسين الجسمي في خورفكان لعائلةٍ تهوى الأعمال الفنية، وأسس مع إخوته صالح وجمال وفهد فرقةٍ موسيقيةٍ اسمها (فرقة الخليج) وكانوا يحيون بها مناسباتٍ مختلفة في المنطقة الشرقية من دولة الإمارات مثل الأفراح والحفلات. اشتهرت الفرقة محليًا ومعها اشتهر أخوه فهد في عالم التلحين وأصبح أحد أشهر ملحني الإمارات.[بحاجة لمصدر]
بدأ نشاطه الفني عام 1996 وكان عمره آنذاك 17 عاماً، عندما بدأ بتقديم نفسه مغنيًا لأغاني عبد الكريم عبد القادر، ثم شارك في برنامج البحث عن المواهب ضمن مهرجان دبي للتسوق، وفاز بجائزة المركز الأول عن فئة الهواة. ساعد ذلك كثيرًا في زيادة شعبيته بين الشباب من الفتيان والفتيات، مما شجع روتانا للصوتيات والمرئيات على التعاقد معه وطرح أول ألبومٍ له في 2002 (والذي لم يحمل سوى اسمه وصورته) ولاقى رضا الجمهور ببعض الأغاني التي أبدع فيها مثل «بودعك» وكذلك «سافر»، كما لاقى الألبوم نجاحًا في السوق حيث سيطر على سوق الكاسيت بمجرد نزوله.[بحاجة لمصدر]
شارك الجسمي في مهرجاناتٍ غنائيةٍ مختلفة، كان أولها مهرجان هلا فبراير في 2002 بعد إصدار ألبومه الأول، وتوالت مشاركاته بعد ذلك في مهرجانات مثل مهرجان صلاله في عمان، ومهرجان دبي ومهرجان قطر.
وبعد النجاح الكبير للألبوم الأول له توالت أعماله بعد ذلك، فصدر له ألبوم (الجسمي 2004) ثم (الجسمي 2006) ثم (احترت أعبر) عام 2007 ثم (الجسمي 2010)، كما قدم العديد من الأغاني المنفردة دون ألبومات مثل أغنية (سلمان الشهامة) في 2011 وأغنية (لوحة العازي) في 2013 والأغنية الشهيرة عن مصر (بشرة خير) في 2014.[بحاجة لمصدر]
ساهم حسين الجسمي كذلك في الغناء لبعض الأعمال الفنية بغناء أغنية المقدمة أو النهاية مثل أغنية برنامج (خواطر 10) لأحمد الشقيري، وبرنامج «غدًا أجمل» على قناة اقرأ، وأغنية الفيلم المصري (الرهينة) لأحمد عز، وبعض أغاني المسلسلات مثل مسلسل (بعد الفراق) في 2008 ومسلسل (أهل كايرو) في 2010 والمسلسل الخليجي (صعب المنال) في 2010، والمسلسل المصري (فيرتيجو).[بحاجة لمصدر]
كما قدم بعض الأغاني الدينية مثل (الله يا الله) وكذلك (ربنا يا ولي النعم). وفي عام 2016 أصدر ألبوم بعنوان (روائع الجسمي)، وفي العام التالي أصدر ألبوم (شفت (ديمو)).
وفي عام 2018 أصدر ألبوم ضم 17 أغنية منها (أجا الليل) و (شفتك) و (مجد العرب)، إضافة لأغنية (شرع السما) وهي مقدمة مسلسل أبو عمر المصري.[بحاجة لمصدر]
في عام 2019، طرح ألبوماً يضم عدداً من الأغاني منها: (طموح الغرام)، (حمس المحبة)، و (أحزان ومرت)، و (باقي فرح).
وفي عام 2020، طرح أغنية (بالبنط العريض) التي لاقت رواجًا على مواقع التواصل الاجتماعي، وحققت أكثر من 500 مليون مشاهدة على قناة يوتيوب. وأطلق مجموعة من الأغاني أبرزها (روح العشق) و (سنة الحياة)، و (أهواك للموت).
في عام 2021 طرح أغنية (حتة من قلبي) والتي حققت خلال 24 ساعة حوالي مليون مشاهدة. كما أصدر عدد من الأغاني في ألبوم 2021 منها (اقبلي)، و (ملفت الأنظار)، و (زفة خطوة خجل)، و (زفة أدخلي عمري).

## حياته الخاصة
في 13 ديسمبر 2022، أعلن حسين الجسمي عن عقد قرانه بحضور الشيخ عبد الله بن زايد وزير الخارجية، وعلق على حسابه على موقع تويتر قائلا: "أكرمني الله وزان بيتي بالبركة والبهجة، وانتشت أجواؤنا عطر السرور ولله الحمد".

## جوائز
وُشح بالوسام العلوي من درجة قائد سنة 2015 بمناسبة الذكرى الـ52 لميلاد ملك المغرب محمد السادس في قصر مرشان بطنجة.

## أعماله الفنية
أصدر الجسمي مجموعة من الألبومات بالإضافة إلى أغاني منفردة منها:
- خفيف الروح
- باصبر على فراقكم
- فقدتك
- ويش حالو
- حلو علي قلبي
- العدالة
- بشرة خير
- احبك
- مهم جداً
- الحساس
- سته الصبح
- بحبك وحشتيني
- الشاكي
- الجبل
- قهوة وداع
- بلغ حبيبك
- ياالتاج
- جديلة
- ابشرك
- شفت
- بحر الشوق
- رعاك الله
- الطير
- كلنا العراق
- شفتك
- نفح باريس
- ياحبي لك
- حبيبي برشلوني
- حلو حلو
- الاسير
- اسود الجزيرة
- الحساس
- اهواك للموت
- بالبنط العريض
- حته من قلبي
- رمضان في مصر حاجة تانية
- يا ليبيا ياجنة
- ما شاء الله نجوم بلادي
- ادخلي عمري

## روابط خارجية
- الموقع الرسمي